# تربة
تربة (به عربی: تربة ) یک منطقهٔ مسکونی در عربستان سعودی است که در استان مکه واقع شده‌است.

## خصوصیات
تربة ۲۰ کیلومترمربع مساحت و ۳۱٬۹۹۹ نفر جمعیت دارد.